# St. Peter und Paul (Weil am Rhein)

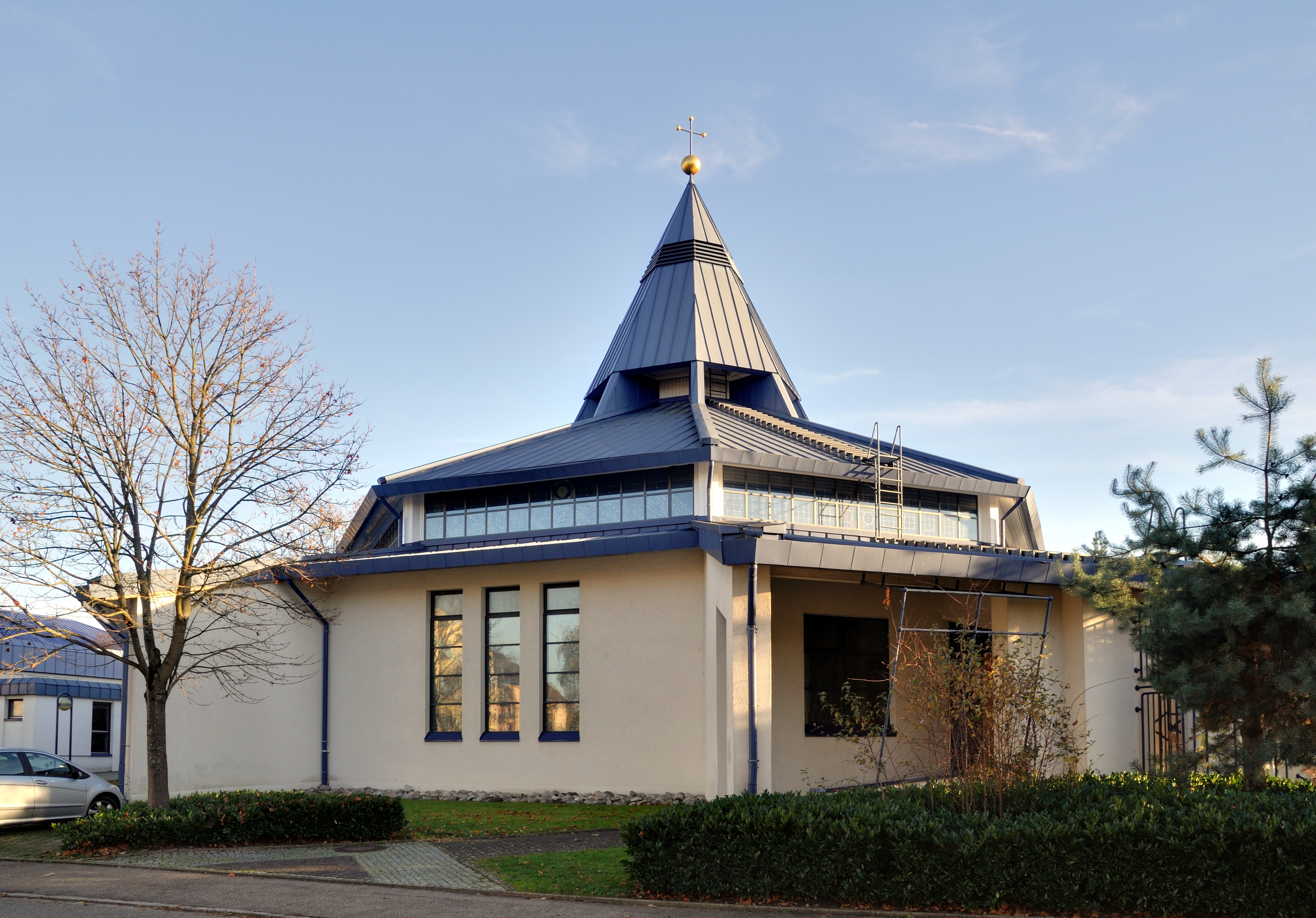
Peter-und-Paul-Kirche

Peter und Paul ist eine katholische Pfarrkirche in Weil am Rhein. Die moderne Kirche errichtete man Ende der 1980er Jahre im Stadtteil Leopoldshöhe als Nachfolgebau der ältesten katholischen Kirche der Stadt aus dem Jahr 1905. Die Pfarrgemeinde Peter und Paul zählte 2005 rund 4800 Gemeindemitglieder.

## Geschichte

### Vorgeschichte und Bau der ersten Kirche
Die katholische Gemeinde des Dorfes Weil mit ihren gut 400 Mitgliedern gehörte noch bis Anfang des 20. Jahrhunderts der Pfarrei von Lörrach-Stetten an. Für die Gottesdienste wichen damals die Gemeindemitglieder dennoch vielfach nach Basel und Hüningen aus. Aus diesem Grund und wegen der vielen in der Diaspora-Siedlung Leopoldshöhe lebenden katholischen Eisenbahn- und Zollbeamten setzte sich der damalige Freiburger Weihbischof Justus Knecht für den Bau einer eigenen Kirche in Weil ein. Nach dem ersten Spatenstich am 23. Juli 1904 folgte im selben Jahr die Grundsteinlegung am 4. September. Am 8. Juni 1905 fand die Bildung einer Quasipfarrei statt. Hochaltar, Seitenaltar und ein Marien-Seitenaltar stammten von den Gebrüdern Moroder. Die Erzbischöfliche Pfarrkuratie Leopoldshöhe, Baden war für die Gemeindemitglieder der Dörfer Binzen, Eimeldingen, Haltingen, Märkt, Ötlingen und Weil mit den Ortsteilen Friedlingen und Leopoldshöhe zuständig. Im selben Jahr am 22. Oktober wurde die neuromanische Kirche in der Nähe des Bahnhofs Leopoldshöhe durch Knecht dem Heiligen Peter und Paul geweiht.

### Erste Kirche und ihre Erweiterung
Der Kirchenbau bestand aus einem rechteckigen Langhaus mit je fünf rundbogigen Fenstern an der Längsseite. Am nördlichen Ende des mit einem Satteldach gedeckten Langhauses erhob sich ein quadratischer Dachreiter mit in Dreiergruppen zusammengefassten Klangarkaden im Giebel. Den Dachreiter bedeckte einen Pyramidendach, das eine Turmkugel und einem Kreuz auf der Spitze trug. Das Langhaus war mit einer flachen Holzdecke eingedeckt; während der Chor eingewölbt war. Die drei ursprünglichen Bronzeglocken aus dem Jahr 1908 goss die Glockengießerei Grüninger. Nur die dis’’’-Glocke verblieb nach dem Ersten Weltkrieg; die anderen beiden mussten zur Metallsammlung abgegeben werden. 1926 lieferte dieselbe Gießerei zwei Glocken mit den Schlagtönen h’ und fis’’ zur Komplettierung des Geläuts.

### Umbau der Kirche
Die ersten Platzprobleme in den 1920er Jahren löste man durch eine Verlängerung des Langhauses bis an die Grundstücksgrenze. Die Bauarbeiten dauerten von September 1927 bis 1928. Für die Vergrößerung der Kirche setzte man den Hauptbau dreischiffig und etwas breiter als den Ursprungsbau fort. Dazu brach man die mit einem Pultdach bedeckte Eingangshalle ab. Der Erweiterungsbau von vier Rundbögen abgeschlossen, der von hohen Pfeilern getragen wurden und das Mittelschiff von den Seitenschiffen trennte. Über dem Hochaltar befand sich ein Christkönigsbild des Freiburger Kunstmalers Hemmerle; auf der Südwand schmückte eine Christopherusstatue eine Nische über dem Hauptportal.
Die vergrößerte Kirche bot damit 650 Sitzplätze. Gleichzeitig erwarb man ein Grundstück in der Mitte der am 16. November 1929 umbenannten und zur Stadt erhobenen Gemeinde Weil am Rhein. Die Pläne für den Bau einer neuen Kirche konnten jedoch aufgrund der Geschehnisse des Dritten Reiches und später aufgrund des Zweiten Weltkriegs nicht weiter verfolgt werden.
Im Jahr 1937 wurde die Kuratie zur selbstständigen Pfarrei erhoben. In den Jahren 1938/39 fertigte der Orgelbauer Willy Dold aus Freiburg eine Orgel mit drei Manualen, einem Pedal und 28 Register.

### Planungen für den Neubau

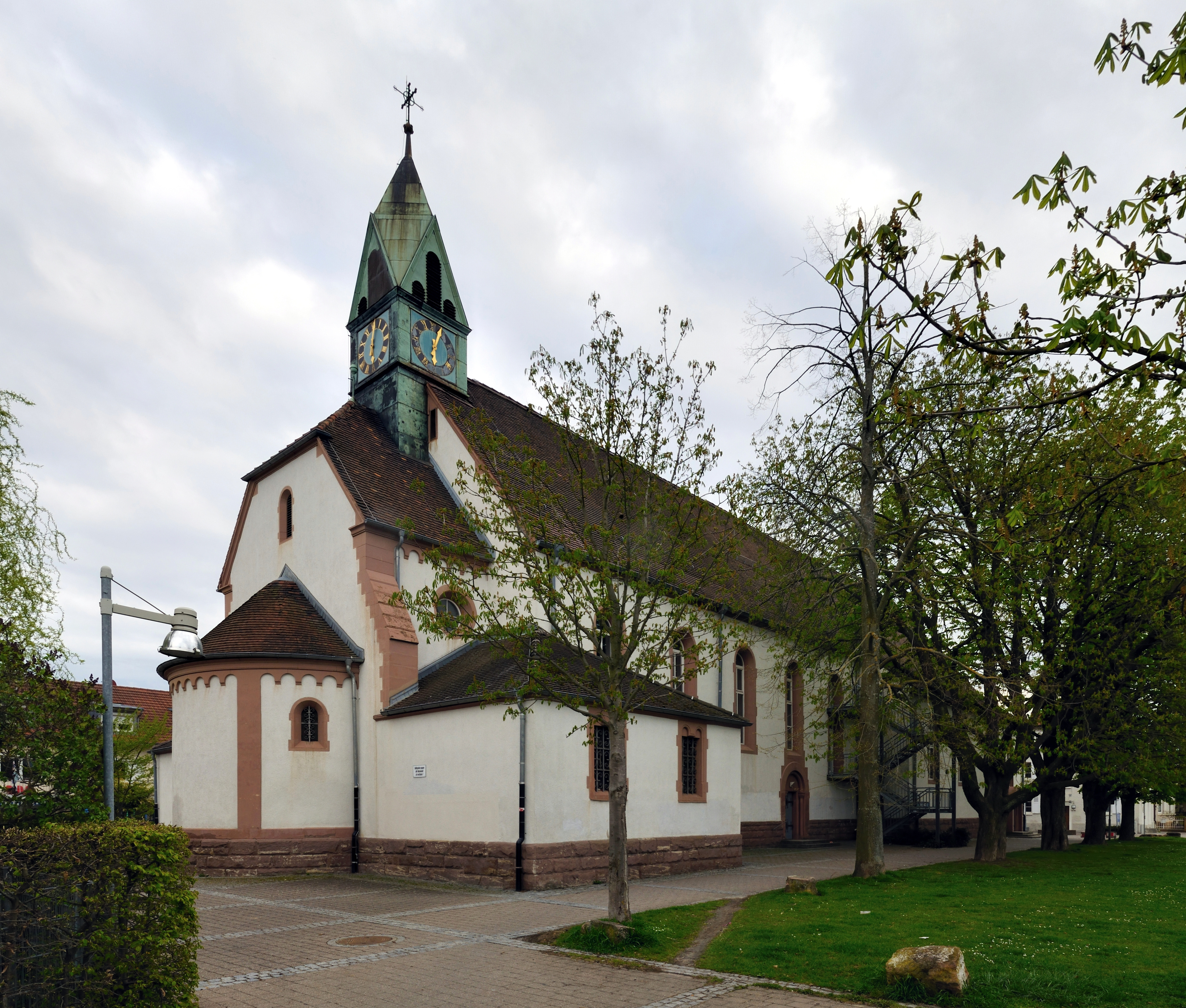
Die erste Peter-und-Paul-Kirche beherbergt seit 1994 die Stadtbibliothek in Weil am Rhein

Nach dem Zweiten Weltkrieg stiegen Einwohner und Gemeindemitglieder vor allem durch den Zuzug von Heimatvertriebenen derart an, dass die Pläne zum Neubau der Kirche wieder aktuell wurden. 1964 baute man zunächst ein Gemeindehaus, vier Jahre später einen Kindergarten zur Bewältigung der kirchlichen Tätigkeiten wie Jugendbetreuung. Erst 1978 nahm man die konkreten Planungen für den Neubau auf, der durch zahlreiche Schwierigkeiten für weitere Jahre verschoben wurde. Neben finanziellen Fragen gab es auch eine Kontroverse darüber, ob man statt eines Neubaus nicht besser die bisherige Kirche renovieren sollte. Eine Besichtigung im September 1982 ergab jedoch, dass eine Renovierung mit unverhältnismäßig hohen Kosten verbunden wäre. Parallel dazu erstellte man in den Jahren 1981 und 1982 bereits ein Bauprogramm für Kirche und Gemeindezentrum. Das alte Kirchenbauwerk dient seit 1994 in Weil am Rhein als Stadtbibliothek.

### Zweite Kirche
Nachdem man am 6. Mai 1984 das Gemeindehaus eröffnet hatte, begann der Neubau der Kirche am 23. Oktober 1987 mit dem ersten Spatenstich. Nach Abschluss der Ausbaggerung für die Fundamente wurde der Beton dafür gegossen. Diese Arbeiten waren am 20. November 1987 abgeschlossen und es wurde mit der Schalung der Wandscheiben begonnen. Am 28. April 1988 wurde mit Hilfe eines Krans die vorgefertigte Kirchturmspitze aufgesetzt und montiert, so dass am selben Tag noch das Richtfest begangen werden konnte. Im Juni 1989 wurde die Kirche vom Freiburger Erzbischof Oskar Saier geweiht.

## Beschreibung

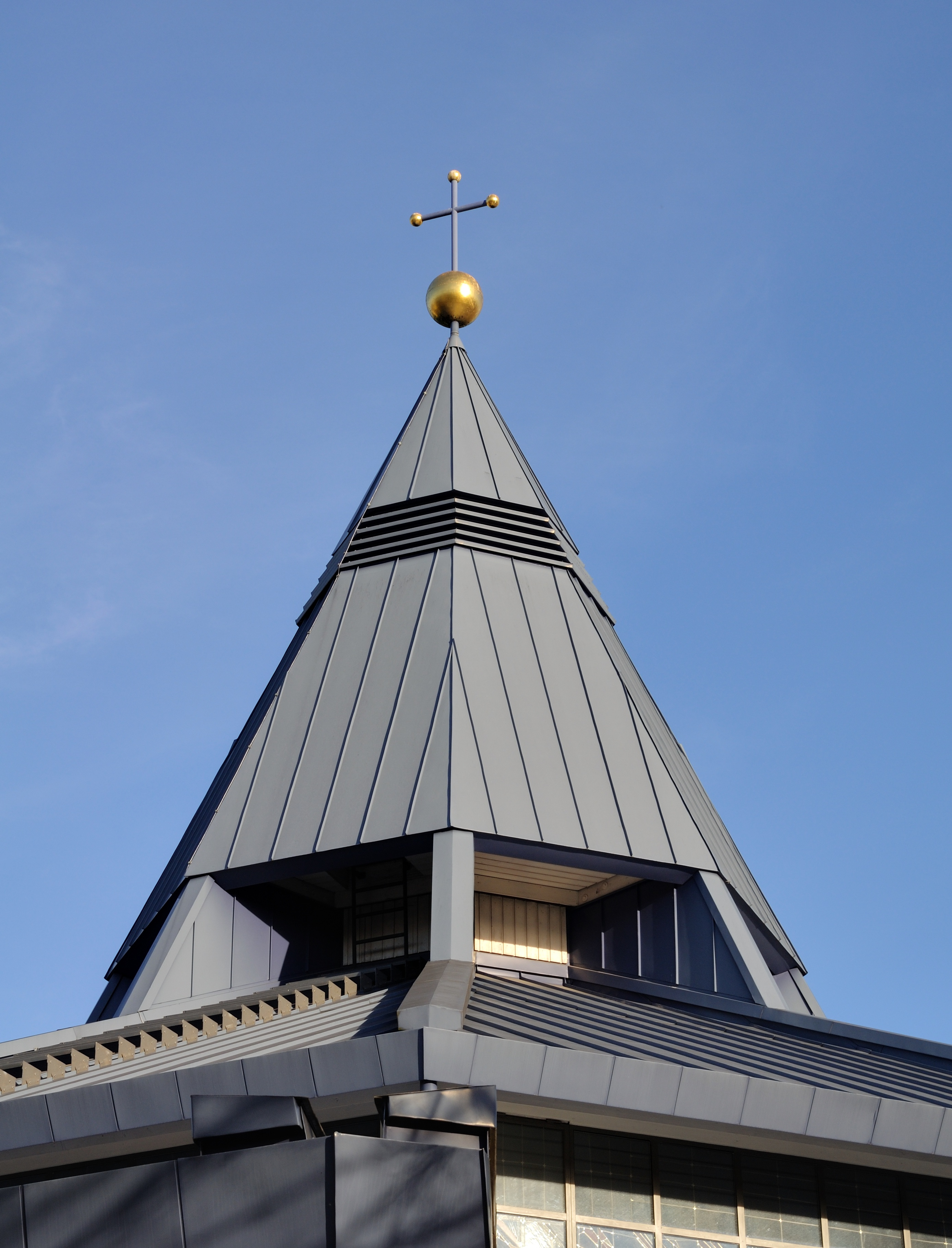
Glockenturm

Die Kirche Peter und Paul steht im zentralen Stadtteil Leopoldshöhe in einem Wohngebiet östlich vom Messeplatz.

### Kirchenbau
Der gleichseitig axialsymmetrische Achteck-Grundriss des Kirchenbauwerks wird von einem zeltartig zusammenlaufenden blauen Aluminiumdach bedeckt, auf dessen Spitze ein Dachreiter sitzt, der von einem Zeltdach, einer Turmkugel und einem Kreuz bekrönt wird. Im Dachreiter sind die Glocken untergebracht; dieser ragt rund 30 Meter über dem Fußboden der Kirche.
Der Durchmesser des umbauten Raums beträgt 26 Meter. Der Durchmesser zwischen den Pfeilern beträgt 21 Meter. Im Süden ist das Pfarrhaus, im Osten das Gemeindehaus mit der Kirche über Verbindungsgänge verbunden.
Die äußere Erscheinung wurde von den Architekten bewusst schlicht und in wenigen Materialien gehalten. Die Wandflächen sind weiß verputzt und die Holzschalungen hell lasiert. Das beschichtete Aluminium ist ein warmer, leicht ins rötlich gehender Blauton. Die Neigung der Dachfläche steigt von außen nach innen zum Glockenträger in drei Stufen an.

### Innenraum und Architektur

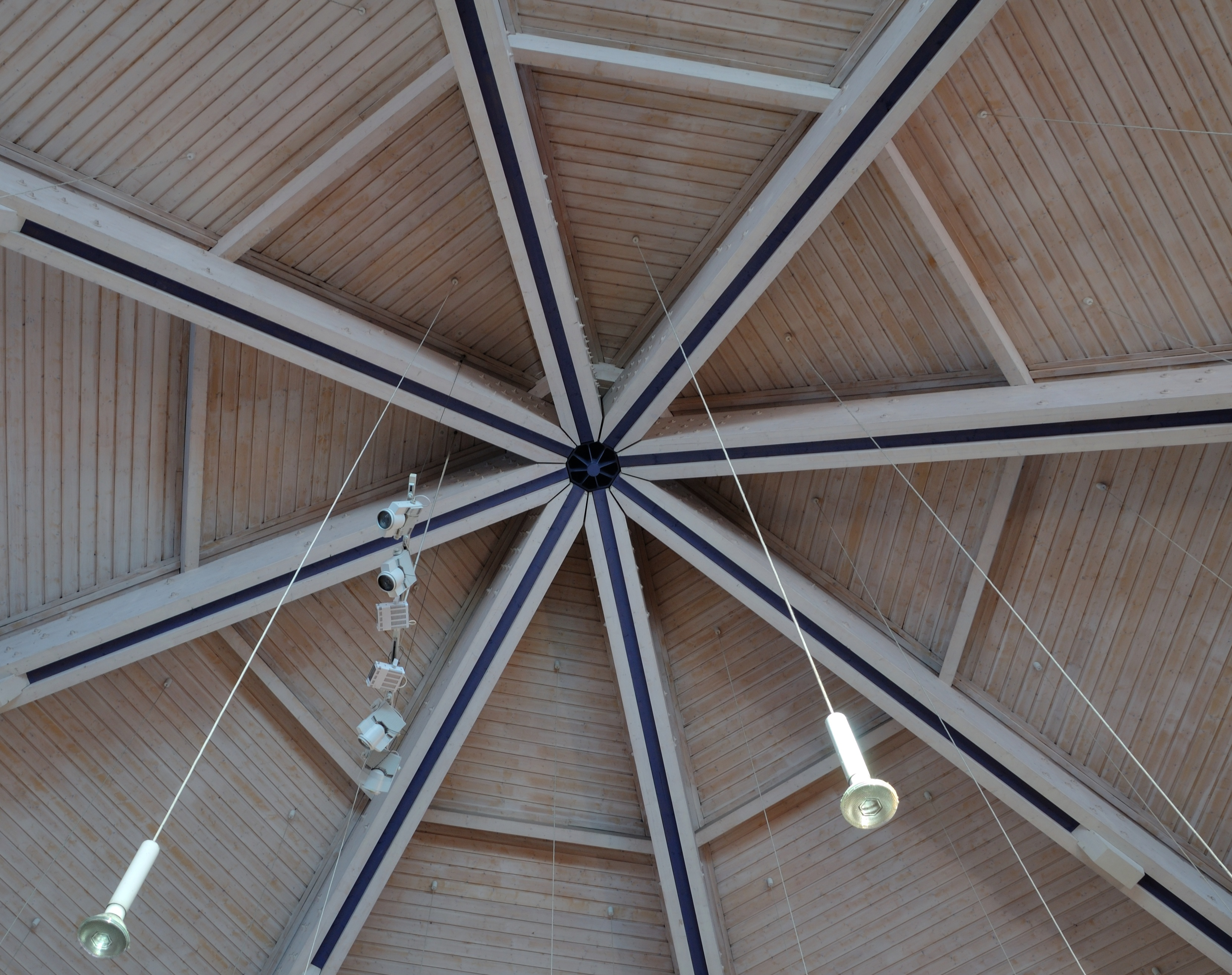
Blick zur Zeltspitze von innen

Der ebenfalls in blauen Farbtönen gehaltene Innenraum versammelt sich konzentrisch im offenen Zweidrittelkreis um den Altarbereich, der sich im nordwestlichen Segment des achteckigen Grundrisses befindet. Dahinter setzte sich die etwas vorgelagerte Werktagskapelle mit 62 Sitzplätzen fort. Von hier kann man ebenfalls über einen Windfang in die Kirche gelangen. Weitere Eingänge, die ebenfalls mit Vorräumen vom Kirchenraum getrennt sind, befinden sich an der Ost- und Südseite.
Der Innenraum ragt bis zu 15 Meter im Mittelpunkt des Achtecks – der Spitze des Zeltdachs – in die Höhe. Der Durchmesser des Kirchenraums misst zwischen den Pfeilern 21 Meter, zwischen den Außenwänden mit dem umlaufenden Umgang 26 Meter. Die Sitzbänke im Inneren bieten rund 335 Sitzplätze, die mit Hilfe von Stühlen auf etwa 500 erhöht werden können. Nordöstlich ausgerichtet befindet sich in einer Nische der Chor mit 52 Sitzplätzen für den Kirchenchor. Im Umgang befinden sich an der Ostseite zwei Stauräume, im Südosten zwei Beichtstühle, im Süden ein Abstellraum und die Sakristei des Pfarrers, im Südwesten die der Ministranten, ein Zimmer für den Messner und eine Toilette.
Die besondere Form des Grundrisses korrespondiert mit der christlichen Symbolik der Zahl acht für Ostern. Im Christentum steht diese Zahl auch für die wunderbare Neuschöpfung Gottes am achten Tag und die Auferstehung seines Sohnes Jesus Christus.

### Ausstattung
Die Innenraumgestaltung geht zum großen Teil auf den Künstler Emil Wachter zurück. Augenfällig ist das von ihm gestaltete Bild hinter dem Altar, das erst fünf Jahre nach Eröffnung von September bis Oktober 1994 gefertigt wurde. Das Bild zeigt einen großen Lebensbaum mit verschiedenen Motiven christlicher Allegorie. Der Baum steht auf einem Sockel, der Gesichter von Menschen verschiedenen Alters und Herkunft zeigt, die auf das offene Grab Jesu blicken. Aus diesem Grab erwächst der Baum des Lebens und der Erkenntnis. In der Mitte trägt der Baum einen großen hellen Eckstein – Symbol des auferstandenen Christus – der auf der Spitze steht und von einem Kreuz durchzogen ist. Um ihn herum rangen weitere Bäume und Blumen.
Beidseitig des Altars erheben sich große, farbige Triptychon-Glasfenster: links das Petrus-, rechts das Paulusfenster. Zwischen der unteren und mittleren Dach lässt ein ebenfalls farbig gestaltetes Oberlichtband zusätzlich Licht ins Innere.

### Orgel
Gegenüber dem Altar steht zwischen zwei Säulen die Orgel, die von dem Schweizer Orgelbauer Metzler errichtet und am 11. März 1990 eingeweiht wurde. Das Prospekt ist einer barocken Silbermannorgel nachempfunden. Das Instrument arbeitet mit mechanischer Traktur und verfügt über drei Manuale, ein Pedal und 36 Register aus Holz- und Zinnpfeifen.
| I Brustwerk C–g3 |       |
| Gedackt          | 8’    |
| Principal        | 4’    |
| Rohrflöte        | 4’    |
| Principal        | 2’    |
| Flageolet        | 2’    |
| Sesquialter II   | 2 ⁄3′ |
| Larigot          | 1 ⁄3′ |
| Zimbel II        | 2⁄3′  |
| Vox humana       | 8’    |
| Tremulant        |       |

| II Hauptwerk C–g3 |       |
| Bourdon           | 16’   |
| Principal         | 8’    |
| Hohlflöte         | 8’    |
| Octave            | 4’    |
| Spitzflöte        | 4’    |
| Quinte            | 2 ⁄3′ |
| Superoctave       | 2’    |
| Cornet V (ab c¹)  | 8’    |
| Mixtur IV         | 1 ⁄3′ |
| Trompete          | 8’    |
| Tremulant         |       |

| III Schwellwerk C–g3 |        |
| Viola da Gamba       | 8’     |
| Rohrflöte            | 8’     |
| Principal            | 4’     |
| Nachthorn            | 4’     |
| Nasard               | 2 ⁄3′  |
| Waldflöte            | 2’     |
| Terz                 | 1 3⁄5′ |
| Mixtur IV            | 2’     |
| Dulzian              | 16’    |
| Trompete             | 8’     |
| Oboe                 | 8’     |
| Tremulant            |        |

| Pedal C–f¹ |     |
| Subbass    | 16’ |
| Octavbass  | 8’  |
| Octave     | 4’  |
| Mixtur III | 2’  |
| Fagott     | 16’ |
| Posaune    | 8’  |

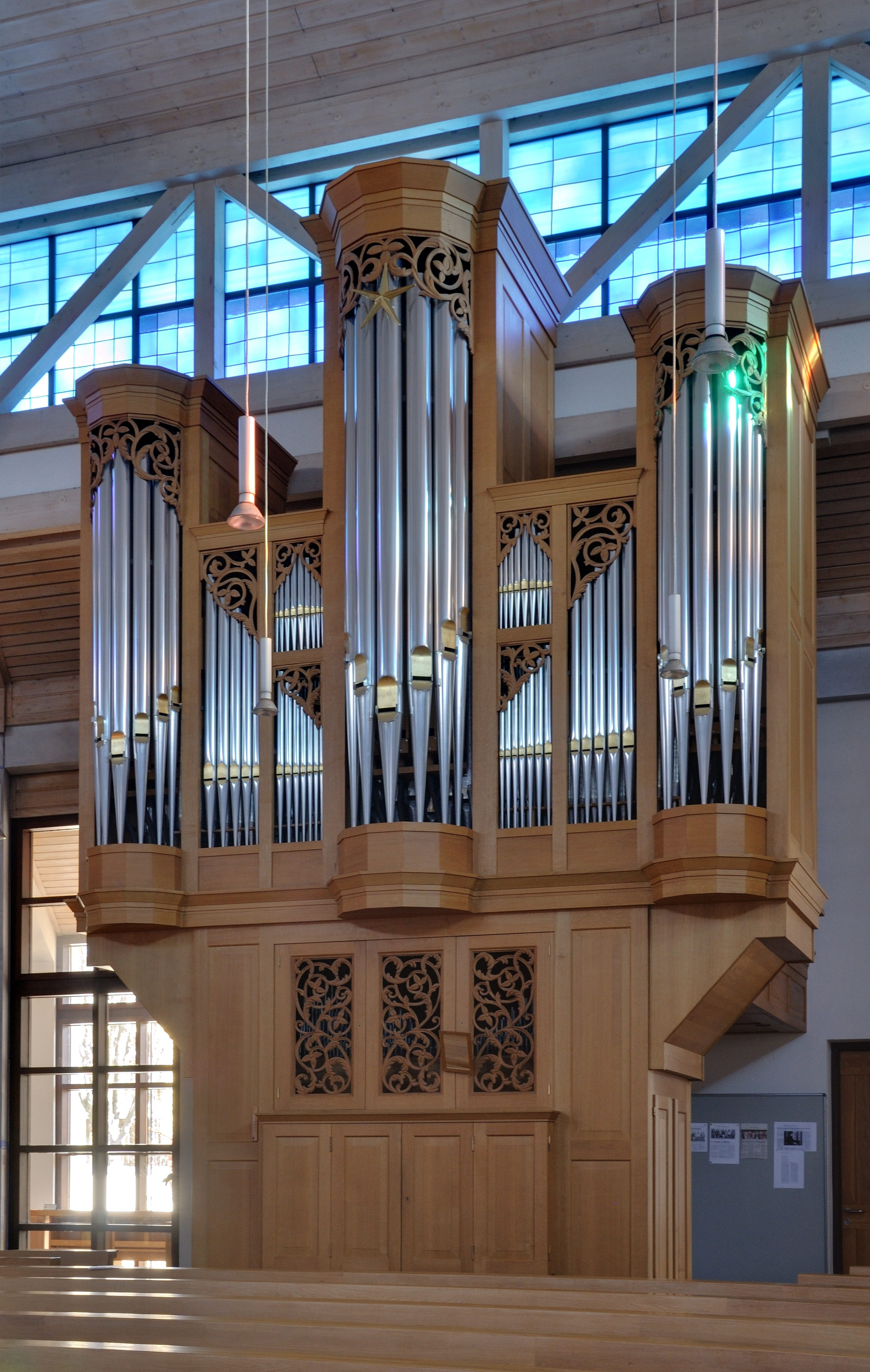
Orgel

- Koppeln: I/II III/II, I/P, II/P, III/P
- Spielhilfen: Orgel-Pleno, Vogelsang, Zimbelstern

### Glocken
Im Turm / Dachreiter sind vier Kirchenglocken aus Bronze untergebracht. Die beiden größeren wurden zur Fertigstellung der Kirche gegossen, die beiden kleineren sind historische Glocken, deren Klang fast identisch ist, und darum sollten sie nicht gleichzeitig geläutet werden.
| Glocke | Gussjahr | Gießer                                | Durchmesser | Gewicht | Schlagton |
| ------ | -------- | ------------------------------------- | ----------- | ------- | --------- |
| 1      | 1989     | Karlsruher Glocken- und Kunstgießerei | 824 mm      | 350 kg  | h′+1      |
| 2      | 1989     | Karlsruher Glocken- und Kunstgießerei | 687 mm      | 209 kg  | d″+3      |
| 3      | 1690     | H. F. Weitnauer, Basel                | 590 mm      | 210 kg  | fis″+5    |
| 4      | 1926     | Benjamin Grüninger, Villingen         | 557 mm      | 140 kg  | g″−1      |